# Peter-Christoph Runge

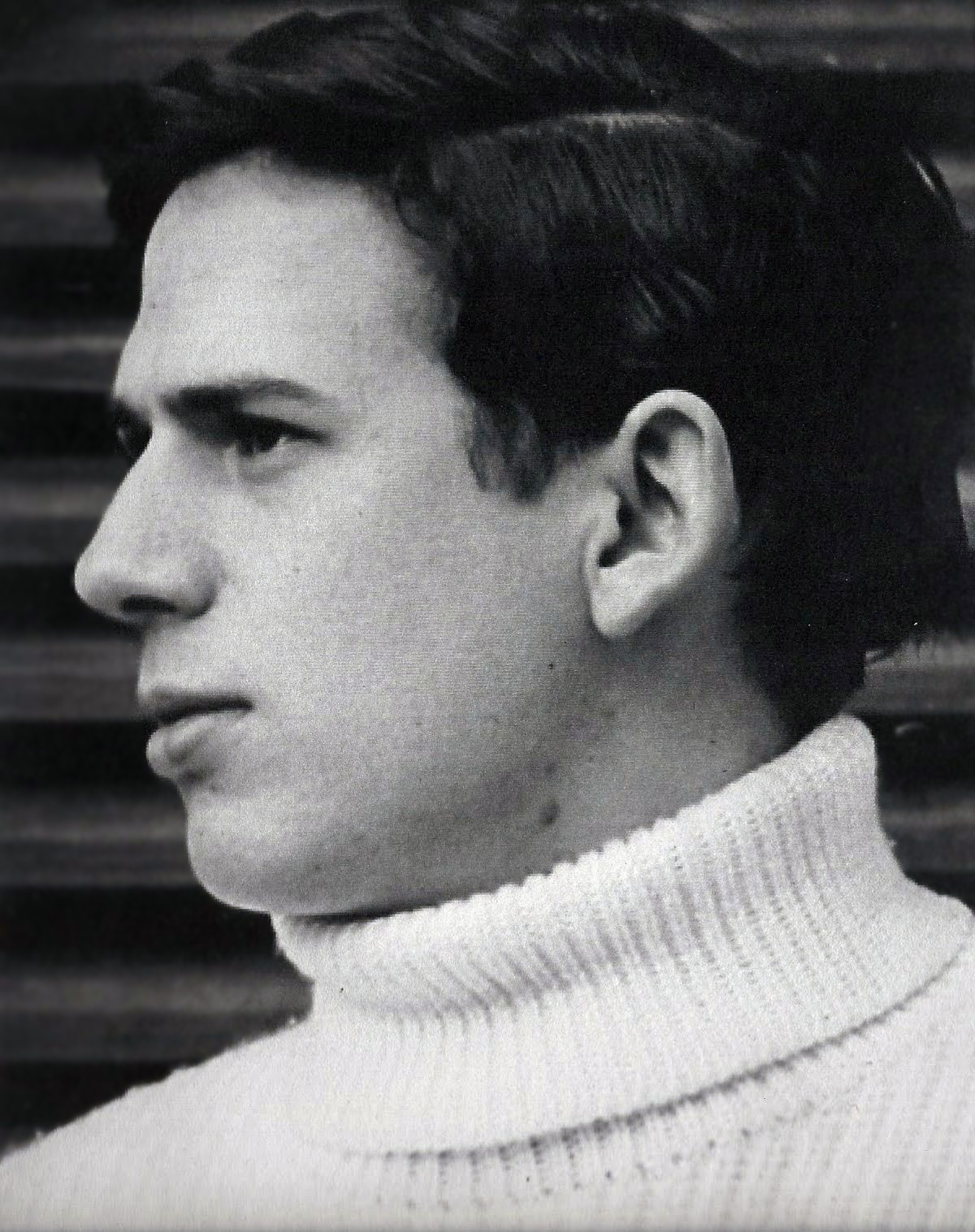
Peter-Christoph Runge (1958)

Peter-Christoph Runge  (* 12. April 1933 in Lübeck, Deutschland; † 25. Juni 2010 in Verviers, Belgien) war ein deutscher Opernsänger (Bariton). Sein Repertoire umfasste die ganze Spannweite von der Renaissance bis zur Moderne, sowohl in der Kammermusik (Lied) als auch im Oratorienfach (von Monteverdi, Bach über Mozart, Mendelssohn, Schumann, Brahms bis hin zu Strawinsky, Schönberg, Britten, Penderecki, Reimann) bis hin zu Melodram.

## Leben
Peter-Christoph Runge erhielt während der Schulzeit die erste musikalische Ausbildung als Chorsänger und Solist in der Lübecker Knabenkantorei.
Nach dem Ende seines Studiums an der Hamburger Musikhochschule kam er 1958 nach Flensburg (Heinrich Steiner). Von 1959 bis 1964 folgte ein Engagement in Wuppertal und schließlich wechselte er 1964 an die Deutsche Oper am Rhein nach Düsseldorf, der er fortan treu blieb.

Gleichzeitig begann auch seine internationale Laufbahn als Opern- und Konzertsänger. So war er z. B. auf den Festspielen von Glyndebourne (1966 Debüt als Papageno in Die Zauberflöte), Salzburg, Edinburgh, den Berliner Festwochen und dem Holland Festival zu hören.

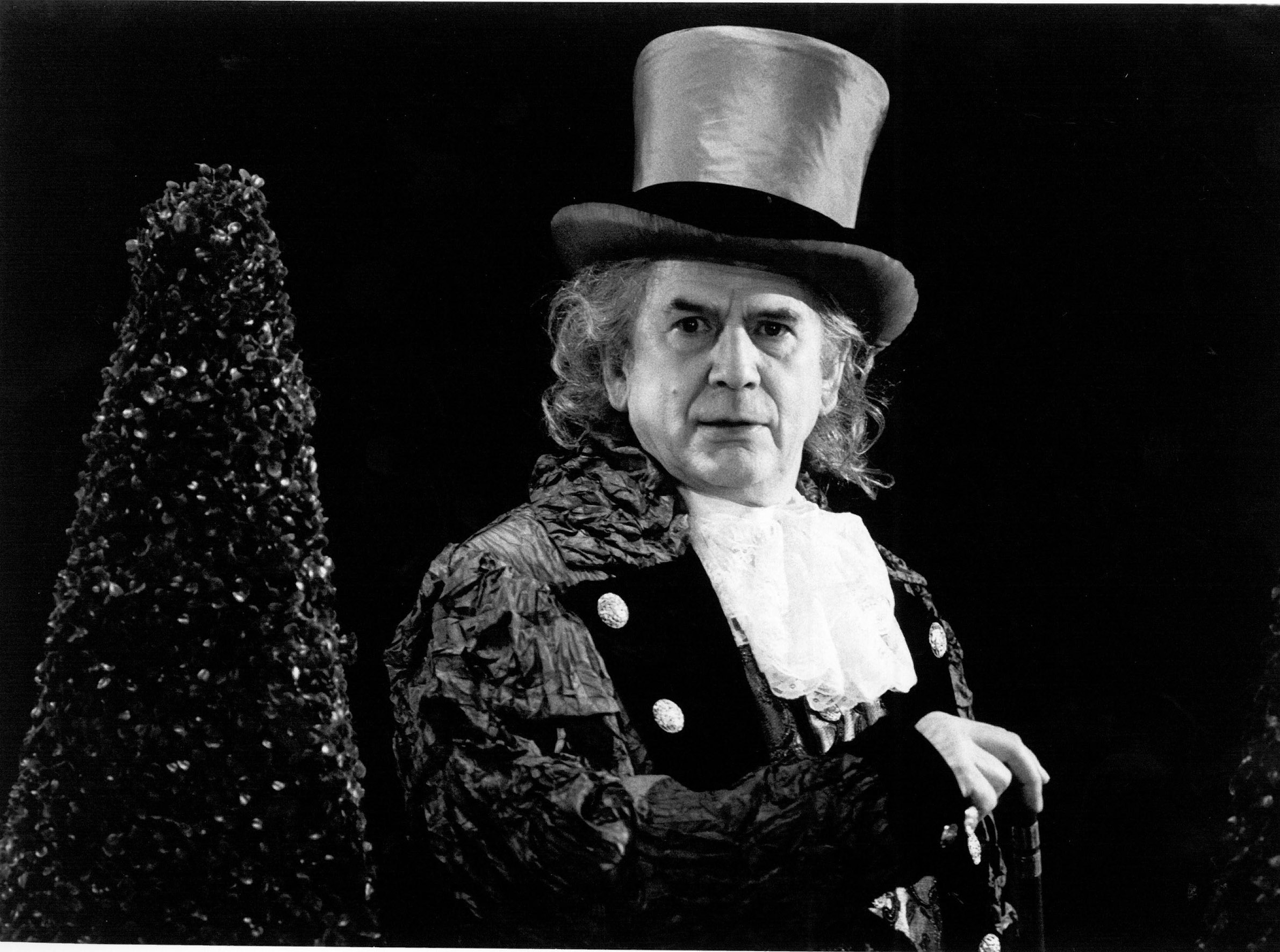
Peter-Christoph Runge als Don Alfonso in Mozarts Così fan tutte, Düsseldorf 1999

Er sang an Opernhäusern wie der Wiener Staatsoper, der Bayerischen Staatsoper, der Deutschen Oper Berlin, der Staatsoper Unter den Linden, der Hamburger Staatsoper, dem Moskauer Bolschoi-Theater, in Buenos Aires, Parma, Verona und Florenz. Ebenso begehrt war er bei Funk- und Fernsehproduzenten. So wurden seine Auftritte in Wien, Mailand, Rom, Paris, London, Stockholm, Kopenhagen, Brüssel, Hamburg, München, Köln, Berlin und Dresden eingespielt.
An der Robert Schumann Hochschule Düsseldorf und an der Hochschule für Musik und Tanz Köln, Abteilung Aachen war er als Professor tätig. Peter-Christoph Runge war Ehrenmitglied der Deutschen Oper am Rhein in Düsseldorf und Kammersänger.